# Chalchuapa
Chalchuapa è un comune del dipartimento di Santa Ana, in El Salvador.

## Monumenti e luoghi d'interesse
Nelle vicinanze del centro abitato si trovano le rovine maya di Tazumal e Casa Blanca.